# Hemerobius aper
Hemerobius aper is een insect uit de familie van de bruine gaasvliegen (Hemerobiidae), die tot de orde netvleugeligen (Neuroptera) behoort. 
Hemerobius aper is voor het eerst wetenschappelijk beschreven door Tjeder in 1961.